# Boquim (kommun)
Boquim är en kommun i Brasilien.   Den ligger i delstaten Sergipe, i den östra delen av landet, 1 200 km öster om huvudstaden Brasília. Antalet invånare är 25 528.
Följande samhällen finns i Boquim:
- Boquim

Omgivningarna runt Boquim är huvudsakligen savann. Runt Boquim är det ganska tätbefolkat, med 108 invånare per kvadratkilometer.